# Meerbeke
Meerbeke (Meerbeke in fiammingo) è una frazione del comune di Ninove, in Belgio, nella provincia delle Fiandre Orientali (arrondissement di Aalst). 
La comunità è locata lungo il fiume Dendre sul bordo occidentale della cosiddetta "Pajottenland". Con una superficie totale di 1047 ettari è il secondo più grande villaggio nel comune di Ninove (dietro Denderwindeke).

## Sport
Il villaggio accoglieva l'arrivo del Giro delle Fiandre fino al 2011.